# Satyrium persimile
Satyrium persimile is een vlinder uit de familie van de Lycaenidae. De wetenschappelijke naam van de soort werd als Strymon persimilis in 1939 gepubliceerd door Riley.